# Eriopisa elongata
Eriopisa elongata är en kräftdjursart som först beskrevs av Arvid Sture Bruzelius 1859.  Eriopisa elongata ingår i släktet Eriopisa och familjen Melitidae. Arten är reproducerande i Sverige. Inga underarter finns listade i Catalogue of Life.